# Aganippe (chi nhện)
Aganippe là một chi nhện trong họ Idiopidae. Chi này được Octavius Pickard-Cambridge miêu tả năm 1877.

## Các loài
- Aganippe bancrofti (Rainbow, 1914)
- Aganippe berlandi Rainbow, 1914
- Aganippe castellum Main, 1986
- Aganippe cupulifex Main, 1957
- Aganippe modesta Rainbow & Pulleine, 1918
- Aganippe montana Faulder, 1985
- Aganippe occidentalis Hogg, 1903
- Aganippe pelochroa Rainbow & Pulleine, 1918
- Aganippe planites Faulder, 1985
- Aganippe rhaphiduca Rainbow & Pulleine, 1918
- Aganippe robusta Rainbow & Pulleine, 1918
- Aganippe simpsoni Hickman, 1944
- Aganippe smeatoni Hogg, 1902
- Aganippe subtristis O. P.-Cambridge, 1877
- Aganippe winsori Faulder, 1985